# Witte paardenkastanje
Witte paardenkastanje (Aesculus hippocastanum) is een snelgroeiende boom uit de zeepboomfamilie (Sapindaceae). De soort komt van nature voor op de Balkan. De soort wordt in andere gematigde streken van de wereld veel aangeplant vanwege de sierwaarde. Deze boom werd rond de 17e eeuw ingevoerd in Noordwest-Europa. Omdat de boom goed bestand is tegen luchtvervuiling wordt de paardenkastanje veel toegepast in openbaar groen. Hij kan 30 m hoog worden, maar is meestal korter. De boom groeit goed op kleigrond of leemhoudende grond, maar hij gedijt ook in andere grondsoorten. Witte paardenkastanje kan tot 250 jaar oud worden.

## Beschrijving
Witte paardenkastanje heeft een hoge, koepelvormige kroon met een korte, dikke, meestal naar linksdraaiende stam. De boomschors is donker grijsbruin of roodachtig bruin. Deze schilfert af in plakken.
De grijze of rozebruine twijgen zijn stevig en hebben bleke kurkporiën. De gesteltakken verlopen meestal horizontaal, terwijl jongere takken verticaal gericht zijn. De knoppen die hieraan zitten, zijn opvallend groot en spits. De grootte is ongeveer 2,5 × 1,5 cm. De knoppen zijn glanzend donker roodbruin, zeer harsachtig en kleverig.

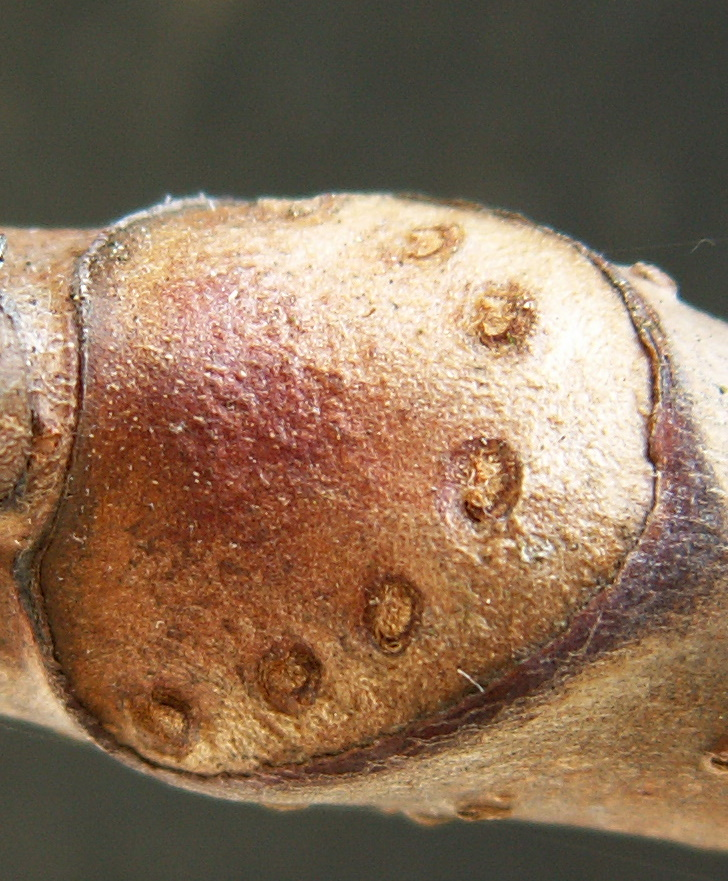
Paardenhoefijzer

Bloemdiagram

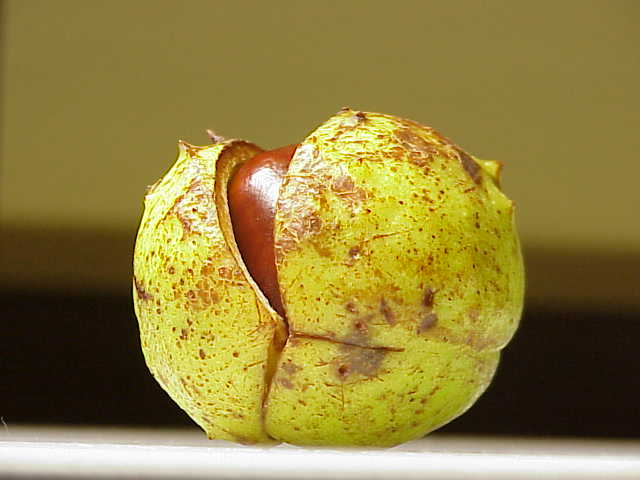
Openbarstende vrucht

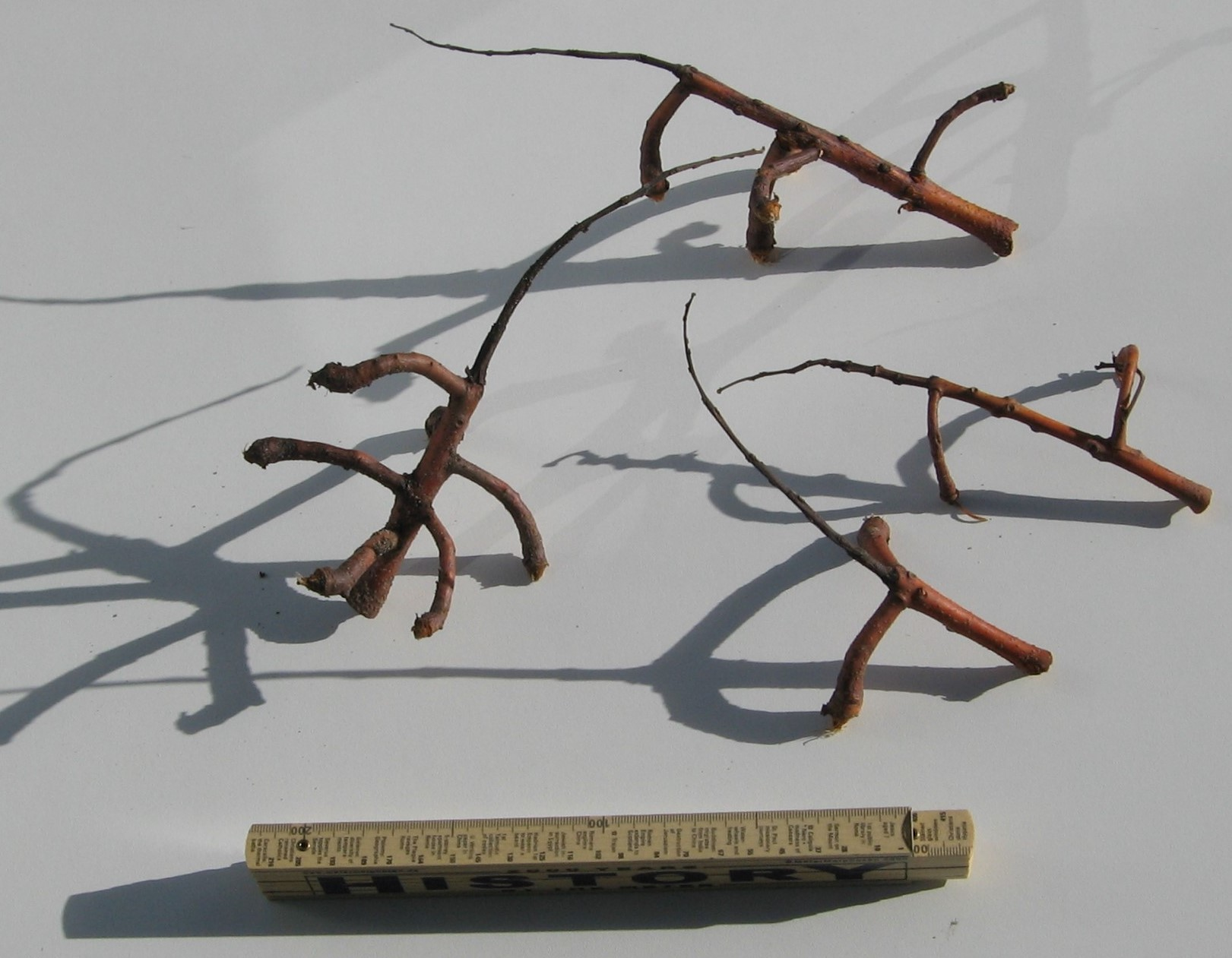
Resten van de bloem na afvallen van de kastanjes

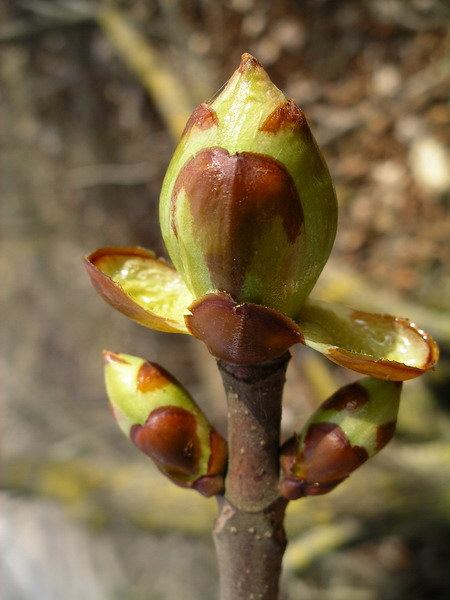
knoppen

De boom heeft samengestelde, tegenoverstaande bladeren. De bladontplooiing vindt plaats eind maart, begin april. Ze zijn handvormig en zijn gedeeld in vijf tot zeven deelblaadjes. Elk deelblaadje is 10–25 cm lang, omgekeerd eirond, wigvormig toegespitst en ongesteeld. De bladeren zijn dubbelgetand. De bladsteel kan tot 20 cm lang worden. Als de bladeren net aan de boom zitten, zijn ze aan de onderkant geelachtig groen en aan de bovenkant donkerder. De bovenkant is glad, de onderkant kalend of viltig. De herfstkleuren zijn goudgeel, oranjeachtig en rood. Als de bladeren afvallen, blijft er een hoefijzervormig litteken op de tak achter.
De bloemen van witte paardenkastanje staan in eindstandige bloeiwijzen, zijn circa 2 cm in doorsnede en hebben gerimpelde witte kroonblaadjes, die aan de voet rood of geel gevlekt zijn. De bloempjes vormen cilindrische of piramidale pluimen van 15–30 cm lang die rechtop staan. De bloemen zijn vijfvoudig met een dubbel bloemdek. De vijf bloembladen zijn 10 tot 15 millimeter lang, genageld en gekruld met trilharen. Er zijn gewoonlijk zeven meeldraden aanwezig; ze zijn naar boven gebogen en steken boven de bloemkroon uit.
Witte paardenkastanje staat in bloei in begin mei.
De vruchten zijn groen, bolvormig en hebben korte stekels (bolsters). Ze hebben een doorsnede van ongeveer 6 cm. Ze zijn rijp in september. Ze splijten dan open en laten de kastanjes met een glanzende mahoniebruine kleur vrij.
Heinrich Witte, in de tweede helft van de negentiende eeuw hortulanus van de Hortus botanicus Leiden, beschrijft in één van zijn teksten de boom op lyrische wijze en toont zijn bewondering voor zowel de bloemen, als de groei van de knoppen:
"Kloek en breed van houding, gesloten van groeiwijze, met bladeren zoo fraai als geen andere boom ze levert (…). Een echte feestboom, een ware Meiboom!
En ga nu eens na wat die in een kleine maand op den top van elke twijg uitrichtte. Daar verschenen twee paar bladeren, elk uit zeven zoogenaamde blaadjes (foliola) bestaande, maar die, ondanks dit verkleinwoord, toch 25 cM. lang, en, nabij den top, 12 cM. breed zijn.
Acht en twintig zulke blaadjes tegen elkaar gelegd vormen een heele oppervlakte (…), die bestaan uit twee opperhuids vliezen, een aan de boven- en een aan de ondervlakte, welke vliezen uit millioenen tegen elkaar liggende cellen zijn gevormd en daartusschen een uit verscheidene lagen bestaande cellenmassa (het bladparenchym), bovendien uit vele reeksen van vaatbundels (vezels en vaten) waaruit de nerven en aders bestaan. Wat een schepping op den top van één twijg, in ééne maand!
Maar bijna tegelijk met het verschijnen dier vier bladeren kwam ook reeds de bloempluim voor den dag en werd dagelijks zichtbaar langer en breeder, tot de knoppen zich openden en elke bloem uit een aantal bloemblaadjes, met wat er verder hij behoort, bleek samengesteld te zijn. Dit alles op ééne twijg!
Ga nu eens na wat een wonder daar door dien geheelen boom gewrocht werd. Men duizelt bij de gedachte aan de werkkracht, die zich in deze maand in dien stam en die takken deed gelden."

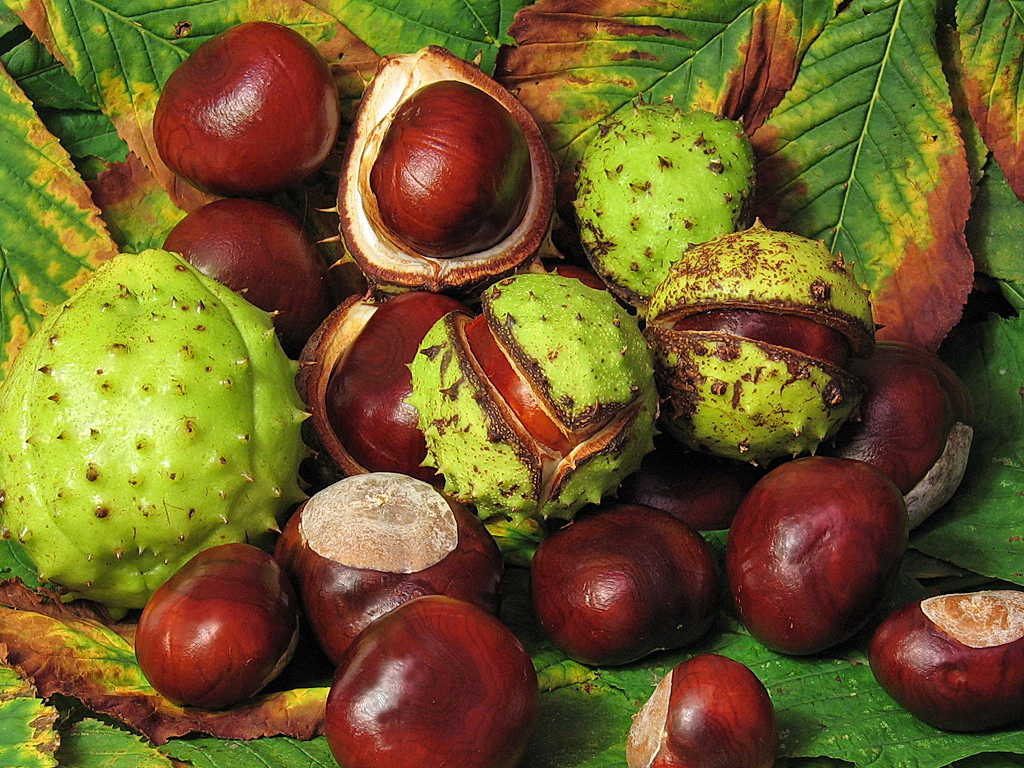
Kastanjes

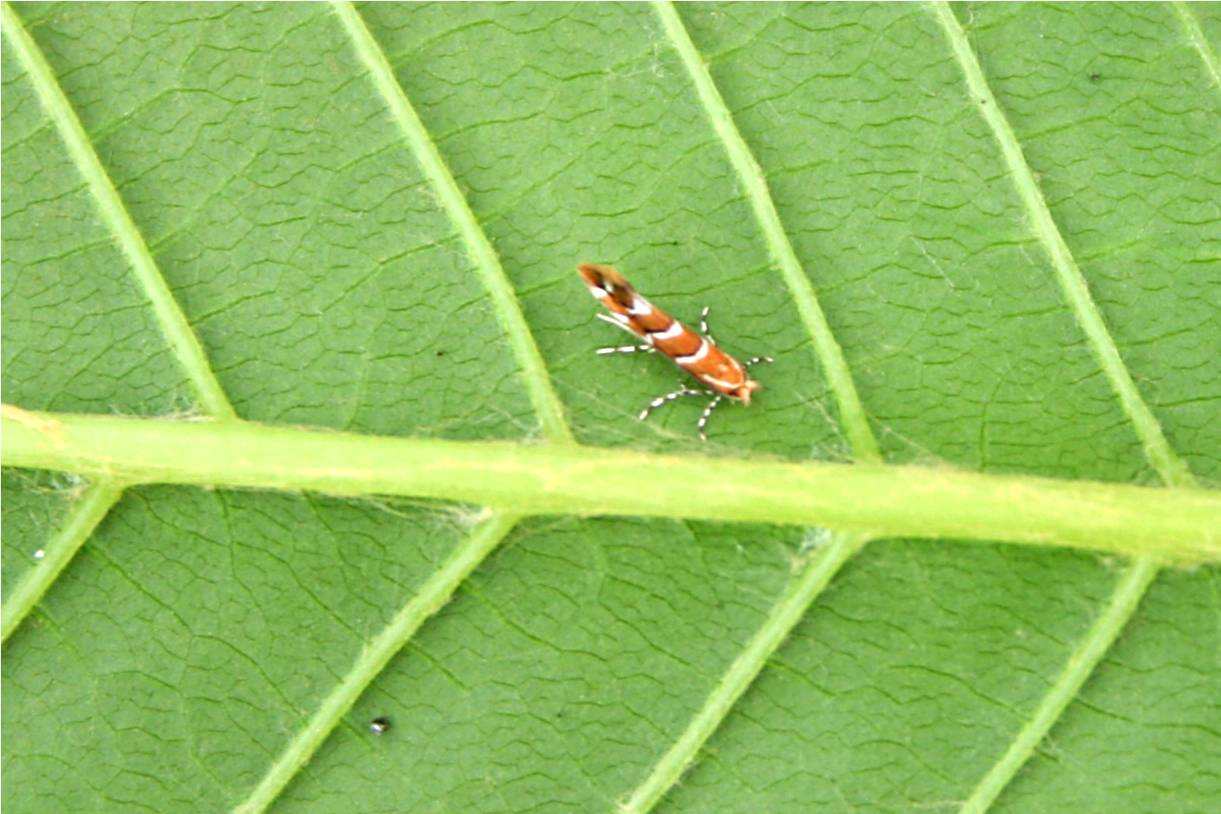
Paardenkastanjemineermot

## Toepassingen
Het hout van witte paardenkastanje is zacht en wit. In het hout zit van nature vrijwel altijd een (linkse) draai waardoor het hout ongeschikt is als timmerhout. Het kan gebruikt worden voor meubels en kisten. De gemalen vruchten (de kastanjes) worden wel als veevoer gebruikt in Oost-Europa of om paardenhoest te bestrijden.

## Cultivars
- 'Baumannii' heeft duurzamer bloemen, maar blijft zonder vruchten.
- 'Pyramidale' heeft een witte bloem in een smalle, opgaande kroonvorm.
- 'Umbraculifera' heeft een witte bloem in een ronde kroonvorm.

## Ziektes
De larve van de paardenkastanjemineermot (Cameraria ohridella) mineert in de bladeren van witte paardenkastanje. De bladeren kleuren dan bruin en vallen af. Dit verzwakt de boom en kan, na verloop van tijd, de dood betekenen voor deze boom. Deze nachtvlinder, oorspronkelijk afkomstig uit China, rukt op vanuit Oost- en Centraal-Europa. Een ander gevaar schuilt in de meeldauwsoort Erysiphe flexuosa die de bladeren van deze boom aantast.